# Friedgarten

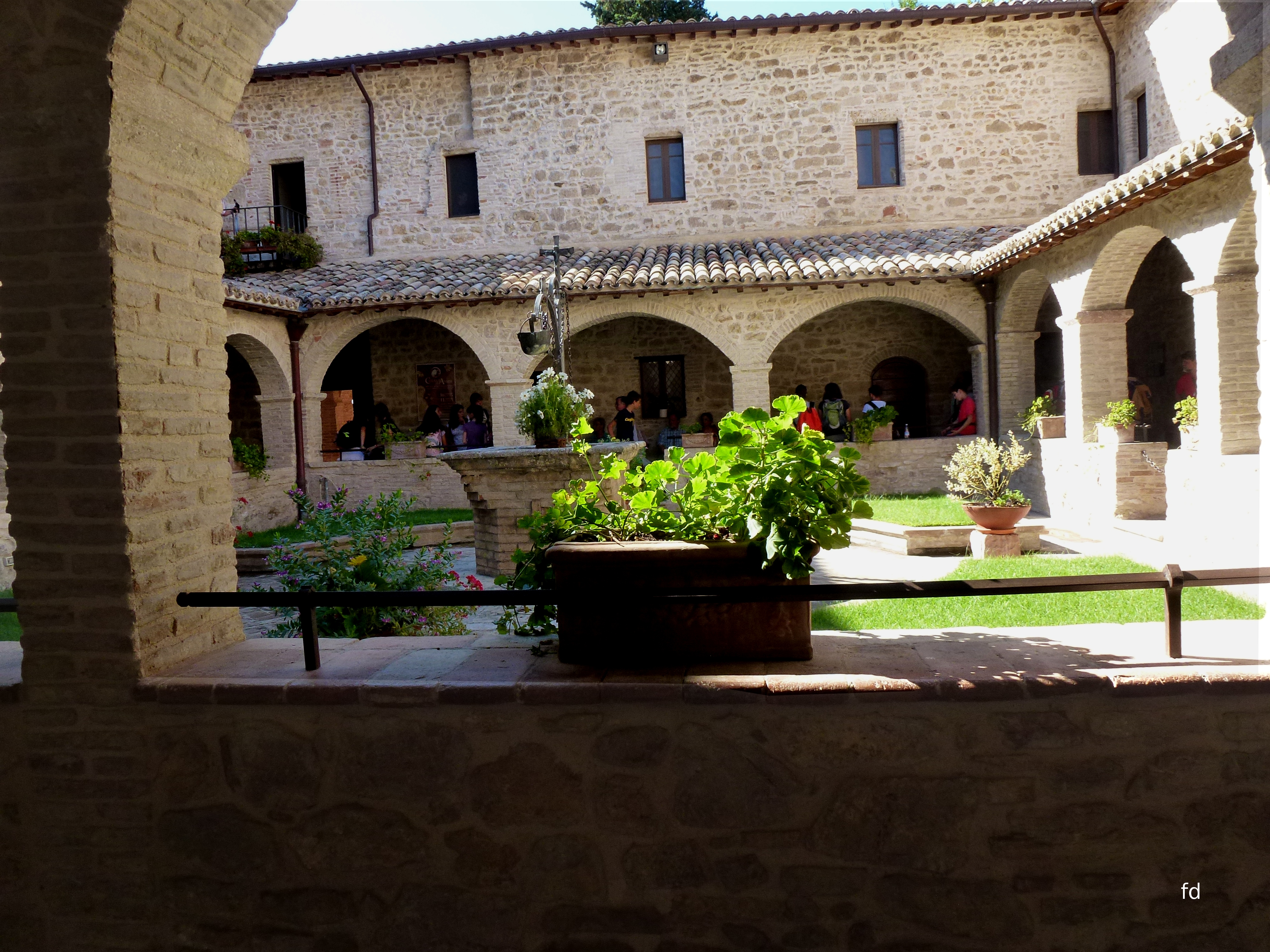
Innenhof des ehemaligen Konvents San Damiano der Klarissen in Assisi

Als Friedgarten wird zuweilen der von den Konventsgebäuden und der Kirche eines Klosters umschlossene Innenhof bezeichnet, der in der Klausur liegt und vom Pforten- und Gästebereich aus nicht eingesehen werden kann.
Klostergrundrisse orientierten sich im Allgemeinen an der Bauweise römischer, vierseitig umschlossener Villen. Friedgärten werden dabei gewöhnlich vom Kreuzgang umschlossen. Der Friedgarten dient in der Regel dem Gebet und der Kontemplation, der kurzen körperlichen Erholung und der innerlichen Erbauung. In manchen Kommunitäten ist es üblich, zur Gewissenserforschung oder dem Gebet des Angelus vor den Mahlzeiten den Innenhof aufzusuchen. Darüber hinaus wurden oft auch Mönche oder Nonnen häufig im Friedgarten, da heißt, in der Klausur begraben. Da der Platz hierfür nach einiger Zeit nicht mehr ausreichte, bettete man die Gebeine dann oftmals in Beinhäuser um. Wieder andere Friedgärten weisen in der Mitte einen Brunnen, ein Kruzifix oder eine Heiligenstatue auf.